# Star Trek: Discovery
A Star Trek: Discovery Bryan Fuller és Alex Kurtzman amerikai televíziós sci-fi-sorozata. Hosszabb szünet után ez volt az első Star Trek sorozat, amit a 2009-es Star Trek film sikerétől újra népszerű Star Trek-franchise keretein belül fejlesztettek; és egyúttal az első, amit már streaming felületen mutattak be. Az eredeti Star Trek sorozat ideje előtt egy évtizeddel (2250-es évek) kezdődik a történet, amely a harmadik évadtól mintegy ezer évet előre ugorva a 32. században (3180-as évek) folytatódik. A sorozat az eseményeket egy kísérleti hajtóműtechnológiát tanulmányozó kutatóhajó, az USS Discovery legénységének szemszögéből mutatja be. Technológiai fejlettsége miatt a Discovery hamarosan de facto zászlóshajóként találja magát a háborúban, kapitánya, az unortodox módszereiről hírhedt Gabriel Lorca pedig egy csapat tudósból és a főhősnő Michael Burnhamból, egy elítélt lázadóból álló legénységéből próbálja kihozni a legjobbakat – vagy éppen a legrosszabbakat, ahogyan a háború alakulása követeli. 
A sorozat dupla résszel debütált a CBS-en 2017. szeptember 24-én. A tizenöt részből álló első évad 2018. február 11-én ért véget. A tizennégy részes második évad 2019. január 17-én kezdődött és 2019. április 18-án ért véget. A harmadik évad tizenhárom része 2020. október 15-én kezdődött és 2021. január 7-én ért véget. A negyedik, szintén tizenhárom részes évad 2021. november 18. és 2022. március 17. között jelent meg. Az ötödik, egyben az utolsó évad, amely tíz részes 2024. április 4-én indult és 2024. május 30-án ért véget.

## Cselekmény
Miközben egy sérült műholdat vizsgálnak a Föderáció területének szélén, az USS Shenzhou legénysége olyan objektumot észlel, amelyet szenzoraik képtelenek értelmezni. Miután Michael Burnham elsőtiszt önként jelentkezik, hogy közelebbről is megvizsgálja azt, egy ősi, faragásokkal teli járművet talál. Megtámadja őt egy klingon őr, és ahogy menekülni próbál, véletlenül megöli őt. Egy csoport klingon siratja elesett társukat, a "Fáklyahordozót", mielőtt az albínó és családtalan Voq jelentkezik, hogy átvegye annak helyét. A klingonok és vezetőjük, T'Kuvma, felfedik álcázott űrhajójukat. T'Kuvma beszédet intéz követőihez, melyben figyelmezteti őket a Föderációra, és annak a klingon kultúrára való fenyegetésére, majd ígéretet tesz a huszonnégy klingon ház egyesítésére, ahogy azt régen Kahless is tette. Voq magához hívatja a Klingon vezetőket, miközben az USS Shenzhou fedélzetén a Föderáció is erősítést kér. Burnham elsőtiszt megkísérel tüzet nyitni a klingonokra, hogy elkerülje a totális háborút, de a kapitány, Philippa Georgiou lázadásért letartóztatja.
Miközben az USS Shenzhou által rendelt föderációs erősítés megérkezik, T'Kuvma meggyőzi a többi klingon vezetőt, hogy csak ő vezetheti őket győzelemre. Bár Georgiou kapitány egyezkedni kíván, a klingonok tüzet nyitnak. A Csillagflotta admirálisa, Anderson is megérkezik, és szintén békét ajánl a klingonoknak, akik válaszul a hajójának vezetnek egy álcázott hajót. Aktiválnia kell az önmegsemmisítést, és a robbanás mindkét hajót elpusztítja. A Csillagflotta elmenekül, a klingonok maradnak, hogy összegyűjtsék halottaikat. Közben a mozgásképtelenné vált USS Shenzhou fedélzetén Burnham megszökik a hajó fogdájából, melyben már csak az egyre gyengülő erőtér tartja fent a légkört. Meggyőzi a kapitányt, hogy T'Kuvma foglyul ejtése az egyetlen megmaradt lehetőségük ha el akarják kerülni a háborút, így elhatározzák, hogy a klingon hajót meg kell bénítani. Egy szétszerelt fotontorpedó robbanófejét az egyik klingon holttestén elhelyezve robbanást idéznek elő a hajón, majd a kitörő káosz közepette ketten megpróbálnak behatolni, és letartóztatni T'Kuvmát. A terv azonban félresikerül, és T'Kuvma, valamit Georgiou kapitány is meghalnak, míg Burnham elsőtisztet biztonságba transzportálják a Shenzhou fedélzetére. Voq esküt tesz arra, hogy továbbviszi T'Kuvma hagyatékát, így mártírrá téve őt, míg Burnham elsőtisztet életfogytiglani börtönre ítélik a lázadása miatt.
Hat hónappal később Burnham átszállítás közben váratlanul a Csillagflotta új, kísérleti csillaghajóján, az USS Discovery-n találja magát, ahova a Shenzhou életben maradt legénységéből többeket is áthelyeztek, és aminek karizmatikus, szokatlan eszközök bevetésétől sem visszariadó parancsnoka, Gabriel Lorca kapitány annak ellenére a legénysége soraiba szeretné fogadni, hogy a flotta első zendülőjeként elítélték. A Föderáció hadban áll a klingonokkal, és Lorca kapitány szerint Burnham szaktudásával győzedelmeskedhetnek. A csak ekkor beinduló több évados cselekmény azonban még számos váratlan fordulatot rejteget: a klingon háború eseményeitől elkanyarodva a hajó szokatlan mélyűri felvillanások nyomába ered, amelyről már kezdetben feltételezik, hogy értelmes eredetű. A nyomozás végére kiderül, hogy a felvillanások Burnham anyjának a jövőből való visszatérési kísérletei, amelyekkel a kapcsolatot szeretné felvenni a Discoveryvel, hogy figyelmeztesse a Föderációt a harcászati MI később bekövetkező döntésére, miszerint az Univerzumnak az válik leginkább előnyére, ha a szerves élet megszűnik és ebből a célból el is indítja a fegyvereit. Burnham anyja ismeri az idáig vezető események visszafordíthatósági határpontját és ezt szeretné tudatni lányával. 
A másik történetszál során a kísérleti spórahajtómű fejlesztésének bonyodalmait, majd a hajtómű különböző bevetésekben való felhasználását követhetjük nyomon. Külön szálat kapott Tilly kadét lelki, szellemi és szakmai fejlődése, aki figyelemre méltó és már-már hihetetlen előrelépést mutat be a félszeg, önbizalomhiányos iskoláslány-állapottól a határozott fellépésű, tiszta gondolkodású, ambíciózus, vezetői képességekkel rendelkező, társait és a hajót megmentő, felelősségteljes altiszt pozíciójáig. A ST-hagyományokhoz hűen az epizodikus kalandok sem maradnak el, amik ugyan csak részben viszik előre a fő történetszálakat, viszont kitűnően alkalmasak a dramaturgiai lassulások áthidalására, miközben számos új fajt ismerünk meg és megjárjuk a tükör-univerzumot is. Végül a 2010-es évek végének PC elvárásai szerint természetesen részleteiben követhetjük Stamets és Culber homoerotikus házasságának alakulását, a fellendüléseket és a buktatókat Culber halálával és feltámadásával, s mindezt egy alapvetően feminin ugyanakkor látványos környezetben, jó sok lelkizéssel kiegészítve. 
A harmadik évadtól kezdve aztán csaknem ezer évet ugrunk előre és az egész évad a "Kiégés" (a dilítium általános instabilitása, amely miatt lehetetlenné válik a térhajtóműben való felhasználása) miatt szétesett Föderáció megmentésével, a Kiégés okának felderítésével foglalkozik road-movie elemekkel tarkított vadnyugati jellegű, maffia- és kalózhálózat elleni harcokkal körítve. A negyedik évadban a Discovery legénysége megismeri a hipertérben élő 10-C fajt, amely a gravitációs torzulásnak tűnő, Sötét Anyag Anomáliának nevezett eszközzel boronitot bányászik a normál térben levő bolygókról, eközben azonban súlyos károkat okoz. A legénység két pártra szakad: az egyik szerint kapcsolatfelvételre van szükség, a másik tönkre akarja tenni a Földet is közvetlenül veszélyeztető bányagépet. A történet versenyfutás a két tábor között, miközben fegyvert fejlesztenek, csempészekkel tárgyalnak alapanyagokról, kártyapartik kimenetelétől tesznek függővé döntéseket és nem mellesleg érző lénnyé nyilvánítják a Discovery számítógépét. 
Az ötödik évadban a Discovery nyomkövető kincsvadászaton vesz részt: az ún. "ősök technológiáját" keresik térképrészletek felkutatása révén. A cselekmény 23., 24. századi és tüköruniverzumi kapcsolatok során halad előre miközben betekintést kapunk a legénység számos tagjának személyes élettörténetébe, illetve új fajokat is megismerünk. Az utolsó részben végül sikeresen megtalált, az ősök technológiájával működő, és annak műszaki részleteit tartalmazó eszközt és az azt felügyelő, öntudattal bíró MI-t Burnham annak ellenére hagyja egy fekete lyukba zuhanni, hogy a felhasználására szabad kezet kapott.

## Karakterek

### Főszereplők
| Színész              | Karakter                | Státusz |
| -------------------- | ----------------------- | --- |
| Sonequa Martin-Green | Michael Burnham         | A USS Shenzhou első tisztje, majd tudományos specialista a Discovery-n (1. évad), tudományos tiszt – parancsnok (2. évad), később első tiszt (3. évad), majd Kapitány, legvégül admirális (4–5. évad) |
| Jason Isaacs         | Gabriel Lorca           | Kapitány (1. évad) |
| Doug Jones           | Saru                    | Első tiszt – parancsnok (1-2. évad, 4. évad), Kapitány (3. évad), nagykövet (5. évad) |
| Shazad Latif         | Ash Tyler               | Biztonsági főnök – hadnagy (1. évad), 31-es Szekció összekötőtiszt – parancsnok (2. évad) |
| Anson Mount          | Christopher Pike        | Kapitány (2. évad) |
| Anthony Rapp         | Paul Stamets            | Asztromikológiára specializálódott tudományos tiszt – hadnagy, később parancsnokhelyettes |
| Mary Wiseman         | Sylvia Tilly            | Végzős kadét a Csillagflotta Akadémián (1. évad), Gépész-specialista – zászlós, majd alhadnagy (2-5. évad)                                                                                            |
| Wilson Cruz          | Dr. Hugh Culber         | Orvosi tiszt a Discovery-n |
| David Ajala          | Cleveland "Book" Booker | Futár, avagy kereskedő a 32. században (3.–5. évad) |
| Blu del Barrio       | Adira Tal               | Zászlós a Discovery-n (3.–5. évad) |
| Callum Keith Rennie  | Rayner                  | A Discovery új elsőtisztje (5. évad) |

### Mellékszereplők
| Színész                  | Karakter                                               | Státusz |
| ------------------------ | ------------------------------------------------------ | --- |
| Rachael Ancheril         | Nhan                                                   | Biztonsági főnök a Discovery-n; hadnagy (2-3. évad) |
| Jayne Brook              | Katrina Cornwell                                       | Csillagflotta admirális (1-2. évad) |
| Mary Chieffo             | L'Rell                                                 | Taktikai parancsnok a klingon hajón (1. évad), a Klingon Birodalom kancellárja (2. évad)                                                                     |
| Emily Coutts             | Keyla Detmer                                           | Kormányos a Discovery-n; hadnagy |
| Hannah Cheesman          | Airiam                                                 | Kommunikációs tiszt a Discovery-n (1.–2. évad) |
| Raven Dauda              | Tracy Pollard                                          | Orvos a Discovery-n |
| James Frain              | Sarek                                                  | Vulkáni nagykövet; Spock édesapja, és Burnham nevelőapja (1-2. évad)                                                                                         |
| Mia Kirshner             | Amanda Grayson                                         | Sarek felesége, Spock édesanyja, és Burnham nevelőanyja (1-2. évad)                                                                                          |
| Michelle Yeoh            | Philippa Georgiou kapitány / Philippa Georgiou császár | A Shenzou kapitánya, illetve a Terrán Birodalom császárnője (1. évad), majd a 31-es Szekció ügynöke (2. évad), később csak a legénység civil tagja (3. évad) |
| Patrick Kwok-Choon       | Gen Rhys                                               | Taktikai tiszt a Discovery-n |
| Clare McConnell          | Dennas                                                 | Vezető a Klingon Birodalomban (1. évad) |
| Kenneth Mitchell         | Kol                                                    | Klingon parancsnok, T'Kuvma testőre (1. évad) |
| Tig Notaro               | Jett Reno                                              | Főgépész a Discovery-n; parancsnok (2-5. évad) |
| Chris Obi                | T'Kuvma                                                | Klingon fővezér (1. évad) |
| Olin Oladejo             | Joann Owosekun                                         | Műveleti tiszt a Discovery-n; hadnagy |
| Ethan Peck               | Spock                                                  | Hadnagy; az Enterprise tudományos tisztje, Burnham nevelt testvére (2. évad)                                                                                 |
| Ronnie Rowe, Jr.         | R.A. Bryce                                             | Kommunikációs tiszt a Discovery-n; hadnagy |
| Rekha Sharma             | Ellen Landry                                           | Biztonsági főnök a Discovery-n; parancsnok (1. évad) |
| Damon Runyan             | Ujilli                                                 | Vezető a Klingon Birodalomban |
| Alan van Sprang          | Leland                                                 | A 31-es Szekció ügynöke (2. évad) |
| Rainn Wilson             | Harry Mudd                                             | Egy karizmatikus szélhámos (1. évad) |
| Ódéd Fehr                | Charles Vance admirális                                | A Csillagflotta 32. századi parancsnoka (3.–5. évad) |
| Chelah Horsdal           | Laira Rillak                                           | A Föderáció 32. századi elnöke (4–5. évad) |
| Ian Alexander            | Gray Tal                                               | Adira Tal trill társa (3.–4. évad) |
| David Benjamin Tomlinson | Linus                                                  | Szaurián főtiszt a Discovery-n (2.–5. évad) |
| Tara Rosling             | T'Rina                                                 | A Vulkán 32. századi vezetője (3.–5. évad) |
| Janet Kidder             | Osyraa                                                 | A Smaragd Lánc nevű orioni bűnszindikátus vezetője (3. évad)                                                                                                 |
| David Cronenberg         | Dr. Kovich                                             | Föderációs kutató (3.–5. évad) |
| Shawn Doyle              | Ruon Tarka                                             | Dimenziókutató (4. évad) |
| Annabelle Wallis         | Zora                                                   | A Discovery öntudatra ébredt kompjútere (3.–5. évad) |
| Eve Harlow               | Moll                                                   | Futár és csempész (5. évad) |
| Elias Toufexis           | L'ak                                                   | Breen katona, felügyelő, majd futár Moll társaként (5. évad)                                                                                                 |
| Tony Nappo               | Ruhn primarka                                          | L'ak hataloméhes, agresszor nagybátyja (5. évad) |

## Évados áttekintés
| Évad | Évad | Epizódok | Eredeti sugárzás     | Eredeti sugárzás  | Eredeti adó    | Magyar sugárzás   | Magyar sugárzás   | Magyar adó  |
| Évad | Évad | Epizódok | Évadpremier          | Évadfinálé        | Eredeti adó    | Évadpremier       | Évadfinálé        | Magyar adó  |
| ---- | ---- | -------- | -------------------- | ----------------- | -------------- | ----------------- | ----------------- | ----------- |
|      | 1    | 15       | 2017. szeptember 24. | 2018. február 11. | CBS All Access | 2019. október 16. | 2019. október 16. |             |
|      | 2    | 14       | 2019. január 17.     | 2019. április 18. | CBS All Access | 2019. október 16. | 2019. október 16. |             |
|      | 3    | 13       | 2020. október 15.    | 2021. január 7.   | CBS All Access | 2020. október 16. | 2021. január 8.   |             |
|      | 4    | 13       | 2021. december 18.   | 2022. március 17. | Paramount+     | 2024. március 22. | 2024. március 22. | SkyShowtime |
|      | 5    | 10       | 2024. április 4.     | 2024. május 30.   | Paramount+     | 2024. április 5.  | 2024. május 31.   | SkyShowtime |

## Sugárzás
Ez volt az első streaming platformon megjelentetett Star Trek sorozat (amit ezután több is követett). Amerikában a sorozat először a CBS All Access nevű streaming szolgáltatón volt elérhető, a nemzetközi forgalmazás jogát eredetileg a Netflix szerezte meg, de miután a ViacomCBS 2021. március 4-től Paramount+ néven új streaming felületet hozott létre, a negyedik évadtól kezdve már ezen a platformon érhetők el a sorozat évadjai olyannyira, hogy a Netflixtől a korábbi három évadot is visszavásárolták. Magyarországon is a Netflixen volt korábban elérhető a sorozat – szinkron nélkül, de 2023 februárjától a régióban ekkor elinduló SkyShowtime szolgáltatóra költözik. 2024-től kaptak az évadok magyar szinkront, először az ekkor debütált ötödik évad, majd utána a korábbiak is.